# Dalasi
Dalasi (D Dalasi) är den valuta som används i Gambia i Afrika. Valutakoden är GMD. 1 Dalasi = 100 bututs.
Valutan infördes 1971 och ersatte det gambiska pundet.

## Användning
Valutan ges ut av Central Bank of The Gambia - CBG som grundades 1971 och har huvudkontoret i Gambias huvudstad Banjul.

## Valörer
- mynt: 1 Dalasi
- underenhet: 1, 5, 10, 25 och 50 bututs
- sedlar: 5, 10, 20, 50, 100 och 200